# 都城運動公園野球場
都城運動公園野球場（みやこのじょううんどうこうえんやきゅうじょう 別称・都城市営球場）は宮崎県都城市にある野球場である。
1960年ごろ竣工。毎年広島東洋カープが2次キャンプ（会場・日南市）を行う期間中に、1試合のオープン戦を主催しているほか、地元の野球チームの練習などに使われている。2009年より財団法人都城地区施設協会が指定管理者となっている。

## 施設概要
- 両翼99m、センター122m（国際規格適合）。
- 照明設備4基がかつてあったが、老朽化のため現在は撤去されナイター不可。
- 磁気反転スコアボードだった（10回まで記載可能だった。選手名表示があった。）
  - かつて使われたパネル式の時代は選手名表記はなく打順のランプ表示だけだった。
  - 新しく改修されたスコアボードはアナウンス機材等の部屋からタブレットで遠隔操作
- 令和元年度に野球場の大規模改修工事を実施した[1]。
- 2025年から千葉ロッテマリーンズ二軍の春季キャンプ並びに秋季キャンプを本球場にて行うことを2024年1月に同球団が発表した[2][3]。

## プロ野球公式戦開催実績
1973年にセ・リーグ公式戦を2試合開催。
- 1973年5月26日 ヤクルトアトムズ 5-3 中日ドラゴンズ
  - 宮崎県で初めて開催されたプロ野球公式戦。
- 1973年7月7日 大洋ホエールズ 4-5 広島東洋カープ

また、2023年より九州アジアリーグのリーグ戦に参加する宮崎サンシャインズはホーム開幕戦を当球場で開催すると発表され、予定通り実施された。